# The Town of Light
The Town of Light ist ein Adventure-Computerspiel des italienischen Studios LKA aus dem Jahr 2016.

## Handlung
The Town of Light spielt im tatsächlich existierenden Ospedale Psichiatrico di Volterra, einer 1887 gegründeten Nervenheilklinik in Volterra bei Florenz. Die Handlung ist fiktiv, beruht jedoch auf realen Ereignissen. Der Spieler übernimmt die Rolle der 16-jährigen Renée, die 1938 in die Anstalt eingewiesen wurde und im Spiel in die verfallende Anlage zurückkehrt, um ihre Erinnerungen an den Ort wiederzufinden.

## Spielprinzip und Technik
The Town of Light ist ein 1st-Person-Adventure, das heißt, die Darstellung des Geschehens erfolgt aus der Perspektive des Spielers. Die Kamera ist dabei in allen Richtungen mit Maus bzw. Gamepad frei drehbar; die Navigation innerhalb der Spielwelt erfolgt über die WASD-Tasten bzw. das Gamepad. Es handelt sich um ein Point-and-Click-Adventure; der Mauszeiger bildet immer die Mitte des Bildschirms und verändert sein Aussehen, wenn er über Gegenständen der Spielwelt positioniert wird, mit denen eine Interaktion möglich ist. Die Interaktion kann dann über die Maustasten bzw. das Gamepad eingeleitet werden.

## Produktionsnotizen
Das Computerspiel wurde von LKA entwickelt und publiziert; verwendet wurde dabei die Unity-Engine. Release war am 26. Februar 2016. Das Computerspiel erschien für die Plattformen PlayStation 4, Windows und Xbox One und in den Sprachen Deutsch, Englisch und Italienisch.

## Rezeption
The Town of Light erhielt gemischte Bewertungen. Metacritic aggregiert 22 Rezensionen zu einem Mittelwert von 64. Der Spiegel sah im Gameplay Parallelen zu den vielfach ausgezeichneten Adventures Dear Esther und Gone Home. Rezensent Carsten Görig bezeichnete Isolation, Flucht in die eigene Welt und Hoffnungslosigkeit als zentrale Elemente des Spiels, das wegen seines realen Hintergrunds schwer zu ertragen sei und dem die Leichtigkeit traditioneller Horrorspiele abgehe. Görig kritisierte die zum Erscheinenszeitpunkt altbackene Technik des Spiels.